# José María Relucio Gallego
José María Relucio Gallego (n. Madrid, 9 de febrero de 1998), más conocido como Relu, es un futbolista español que juega en la demarcación de centrocampista para el C. F. Villanovense de la Segunda Federación.

## Trayectoria
Nacido en Madrid, Relu es un centrocampista formado en las canteras del Real Madrid, Rayo Vallecano y Atlético Madrid. 
En julio de 2017, aceptó una oferta para ingresar en la estructura formativa del Inter Milan, pero el acuerdo fue cancelado más tarde y se unió al Deportivo Alavés, siendo cedido al CF Trival Valderas de Tercera División el 24 de agosto de 2017.
El 3 de septiembre de 2017, Relu hizo su debut en Tercera División jugando los últimos 11 minutos en un empate 1 a 1 contra el CF Pozuelo de Alarcón. Marcó su primer gol el 3 de diciembre de 2017, en un empate 2-2 en casa contra el CDF Tres Cantos. 
En septiembre de 2018, Relu acordó un contrato con la AD Alcorcón, siendo inicialmente asignado al Agrupación Deportiva Alcorcón "B" de Tercera División. 
El 23 de marzo de 2019, debuta con el primer equipo de la AD Alcorcón en un encuentro de Segunda División frente al Elche CF en el Estadio Martínez Valero, sustituyendo a Richard Boateng en una derrota por tres goles a uno.
El 21 de junio de 2019, después de jugar cuatro partidos con la AD Alcorcón de Segunda División, Relu firmó con el Borussia Dortmund de la Bundesliga (Alemania) hasta el 30 de junio de 2021.
Durante la temporada 2019-20 formaría parte de la plantilla Borussia Dortmund II de la Regionalliga West con el que disputaría 6 partidos.
Durante la temporada 2020-21, firma por el Getafe Club de Fútbol "B", donde juega un total de 22 partidos en la Segunda División B grupo V.
El 6 de julio de 2021, firma por el Atlético Levante Unión Deportiva de la Segunda División RFEF.
El 25 de agosto de 2022, firmó por el SC YF Juventus de la 1. Liga Promotion, la tercera división suiza, jugando allí hasta febrero de 2023.
El 3 de febrero de 2023 volvería a España para firmar por el C. P. Cacereño de la Segunda Federación, donde jugaría hasta final de temporada.
Tras abandonar el conjunto cacereño, el 10 de julio de 2023 firmaría por el C. F. Villanovense.

## Clubes
| Club                        | País     | Año       |
| --------------------------- | -------- | --------- |
| Deportivo Alavés B          | España   | 2017-2018 |
| CF Trival Valderas (cedido) | España   | 2017-2018 |
| A. D. Alcorcón "B"          | España   | 2018-2019 |
| A. D. Alcorcón              | España   | 2019      |
| Borussia Dortmund II        | Alemania | 2019-2020 |
| Getafe C. F. "B"            | España   | 2020-2021 |
| Atlético Levante U. D.      | España   | 2021-2022 |
| SC YF Juventus              | Suiza    | 2022-2023 |
| C. P. Cacereño              | España   | 2023      |
| C. F. Villanovense          | España   | 2023-     |